# Bupieł
Bupieł (ros. Бупел) – wieś (ros. село, trb. sieło) w zachodniej Rosji, w sielsowiecie pietrowskim rejonu chomutowskiego w obwodzie kurskim.

## Pochodzenie nazwy
Pawieł Iwanowicz Jakobi uznał, że nazwa nie pochodzi z żadnego języka słowiańskiego, a z zariańskiego i dotyczy jednego z mitologicznych bóstw.

## Geografia
Miejscowość położona jest nad rzeką Sejm, 18,5 km od centrum administracyjnego sielsowietu pietrowskiego (Pody), 33,5 km od centrum administracyjnego rejonu (Chomutowka), 88,5 km od Kurska.
W granicach miejscowości znajduje się ulica Sejmskaja i 49 posesji.

## Historia
Do czasu reformy administracyjnej w roku 2010 wieś Bupieł wchodziła w skład sielsowietu ługowskiego. W tymże roku doszło do włączenia sielsowietów podowskiego i ługowskiego w sielsowiet pietrowski, a wieś Pody zastąpiła Pietrowskoje jako centrum administracyjne.

## Demografia
W 2010 r. miejscowość zamieszkiwało 20 osób.

## Urodzeni we wsi
- Nikołaj Andriejewicz Sapunow (ur. 1923) – porucznik gwardii, Bohater Związku Radzieckiego[8]

## Zabytki
- Kurhan z epoki brązu (III–II tysiąclecie p.n.e.) – między wsiami Bupieł i Kapysticzi (rejon rylski)[2]